# أكسيتون
الإيكسيتون exciton هو مستوى طاقة المقيّد لإلكترون أو فجوة في عازل (أو شبه موصل)، أو بتعبير آخر، علاقة إلكترون/فجوة مرتبطان بطاقة كولوم أي انها في شبه الموصل لاتقاس الكهرباء بالإلكترونات وعددها فقط بل تقاس ب إلكترون\ فجوة.